# Friedrich Ludwig Weusthoff
Friedrich Ludwig Weusthoff (* 3. Mai 1795 in Celle; † 24. März 1879 in Harburg an der Elbe) war ein deutscher Kaufmann.
Im Jahr 1827 zog er mit seiner Frau Amalie geb. Kort nach Harburg und eröffnete dort das Geschäft „En Gros“.
Zwischen 1852 und 1871 war er Bürgervorsteher. 1866 wurde er zum Präsidenten der Handelskammer Harburg, Winsen, Soltau und Tostedt gewählt. Er nahm 1868 als Vertreter dieser Organisation und des örtlichen Handelsvereins an den Verhandlungen des vierten Deutschen Handelstages teil. Er war von 1870 bis 1879 Mitglied des Preußischen Abgeordnetenhauses. Dort vertrat er den 17. Wahlkreis der Provinz Hannover. Ab 1872 lebte er in Berlin, kehrte aber 1876 nach Harburg zurück.
Er wurde 1897 Ehrenbürger der Stadt Harburg im heutigen Hamburg. Dort wurde im Stadtteil Heimfeld die frühere Bartelsstraße nach ihm benannt. Bereits 1875 wurde die Amalienstraße nach seiner Frau benannt.